# Едвін Йонґеянс
Едвін Йонґеянс (нід. Edwin Jongejans, 18 грудня 1966) — нідерландський стрибун у воду.
Учасник Олімпійських Ігор 1988, 1992 років.
Чемпіон світу з водних видів спорту 1991 року.
Чемпіон Європи з водних видів спорту 1989, 1995 років, призер 1991 року.